# Vispieres
Para el monte, véase Pico Vispieres; para los restos arqueológicos, véase Castillo de Vispieres; para arte rupestre véase Cuevas de Altamira.

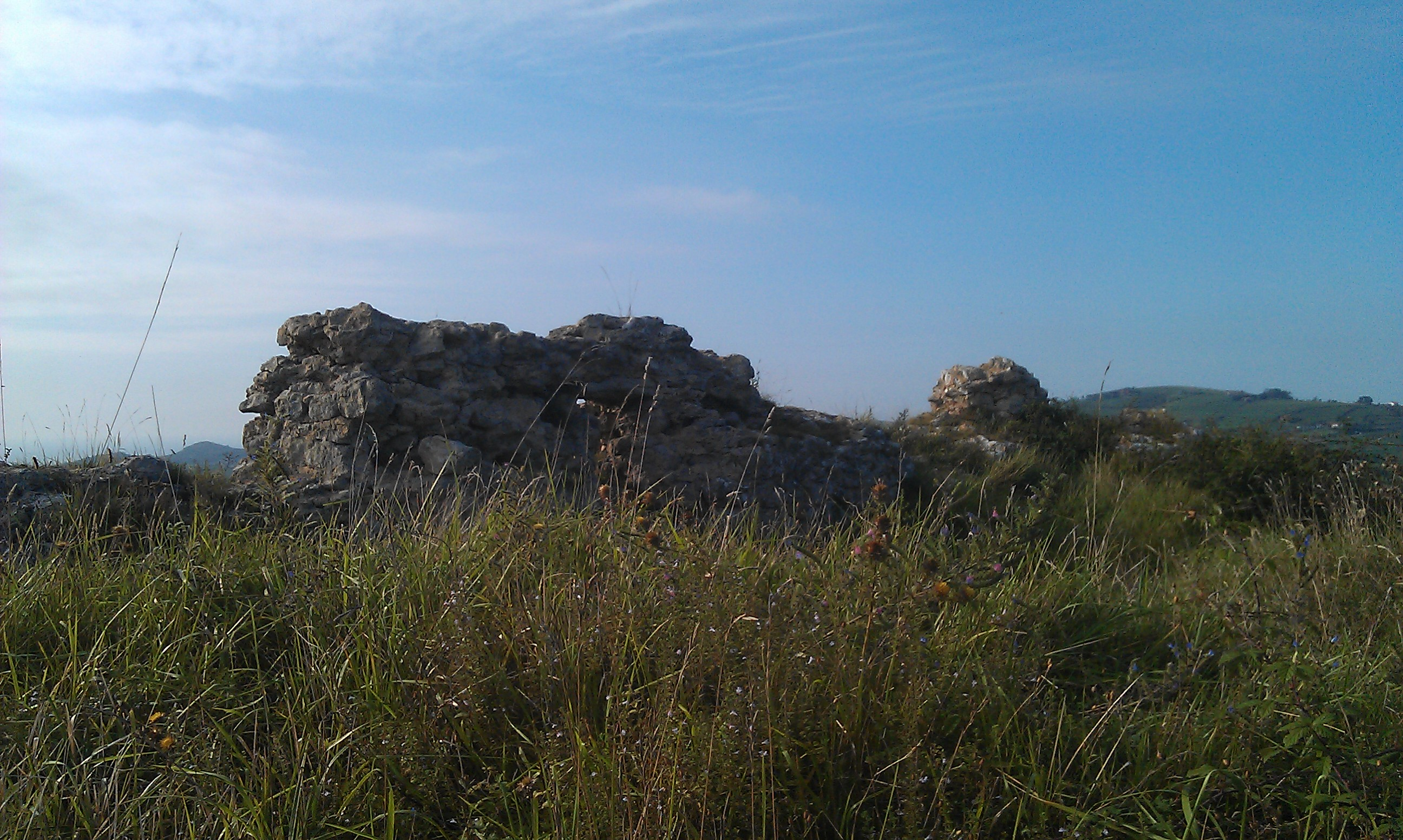
Restos del castillo en el pico.

Vispieres es una localidad del municipio de Santillana del Mar (Cantabria, España). Está situada a 2 kilómetros al sur de la capital municipal, Santillana del Mar.
En esta localidad se encuentran las cuevas de Altamira, Patrimonio de la Humanidad, y el Zoológico y Parque Cuaternario de Santillana.
Se encuentra a 119 metros sobre el nivel del mar. En el año 2024 contaba con una población de 344 habitantes (INE). Celebra la festividad de San Jorge el 23 de abril.
Dentro del término se encuentra el pico Vispieres, que alcanza los 226 metros de altitud. Se asciende desde la misma localidad de Vispieres. La cumbre ofrece vistas panorámicas de la costa central de Cantabria y en ella se encuentran restos de un castillo medieval. 
Dentro de la mitología existe un conocido personaje femenino, denominado Viejuca de Vispieres, bruja benéfica originaria del lugar, que las noches de luna llena recorre los campos apoyada en su cayado. 

## Historia
La zona está habitada desde la prehistoria, como atestiguan varios vestigios arqueológicos. A escasos metros del término de Vispieres están las cuevas de Altamira, Patrimonio de la Humanidad desde 1985 y zona arqueológica protegida desde el 25 de abril de 1924. La cueva es conocida como la Capilla Sixtina del arte cuaternario, o del arte paleolítico, desde que así la llamara el arqueólogo y prehistoriador Henri Breuil. En la localidad se encuentra también la Cueva de la Raposa, en la que fueron hallados restos de hachas de sílex y una serie de pinturas negras. 
Plinio el Viejo, historiador romano, habló de un castro cántabro ubicado sobre el actual territorio de Vispieres en su Historia Natural. Sobre dicho castro, se construyeron en el siglo I d. C. una serie de edificaciones romanas. En 1983, aparecieron diversos restos de la ocupación romana de la región. En la ubicación del actual Castillo de Vispieres, hubo una fortaleza romana que ejercía funciones de atalaya sobre la vía de Agrippa.
El Castillo de Vispieres se levantó siglos después sobre la atalaya romana. Tiene una historia que se remonta al menos al año 998, cuando fue mencionado por primera vez en el Cartulario del Monasterio de Santa Juliana. Durante el siglo XIV, el castillo pertenecía a la Corona hasta que en 1371 Enrique II lo cedió a Juan Téllez, hijo del infante don Tello. Posteriormente, pasó a manos de los marqueses de Santillana, duques del Infantado . Se estima que la fortaleza fue abandonada en el siglo XVI. Otro vestigio de la ocupación medieval de la zona, ya en Viveda, es la piedra de granito a la entrada de la iglesia parroquial de San Salvador, en la que está inscrita la consagración del templo por el obispo Obeco (de Oviedo) en el año 910. 

## Arquitectura
De su arquitectura destacan varias edificaciones, todas del siglo XVII: la ermita de San Jorge, la casa de Pérez Bustamante y una casona llamada La Malata. También están las ruinas del castillo de Vispieres.

## Personajes ilustres
En Vispieres nació en 1931 el ciclista Valeriano Fernández González,  y reside otro ciclista, el ex-profesional del equipo ONCE Herminio Díaz Zabala, quien da nombre al club ciclista local.
También merece mención especial el malogrado ciclista profesional Pepito Rodríguez Inguanzo, quien perdió la vida en un accidente, mientras pertenecía al equipo Teka. Cada año se celebra el Memorial Rodríguez Inguanzo, prueba puntuable para la Copa de España, en la que participan las promesas del ciclisto élite sub-23.